# 満洲里会議
満洲里会議（まんしゅうりかいぎ、マンチューリかいぎ）は、モンゴル人民共和国と満洲国の国境問題解決のため、1935年から1937年にかけて、数回に亘り満洲里で開かれた一連の外交会合である。モンゴル人民共和国と満洲国の政府代表が出席する形式で、両国の背後のソビエト連邦政府と日本政府の影響下で外交交渉が行われたが、具体的成果の無いまま途絶した。満蒙会議（まんもうかいぎ）とも呼ばれる。

## 背景

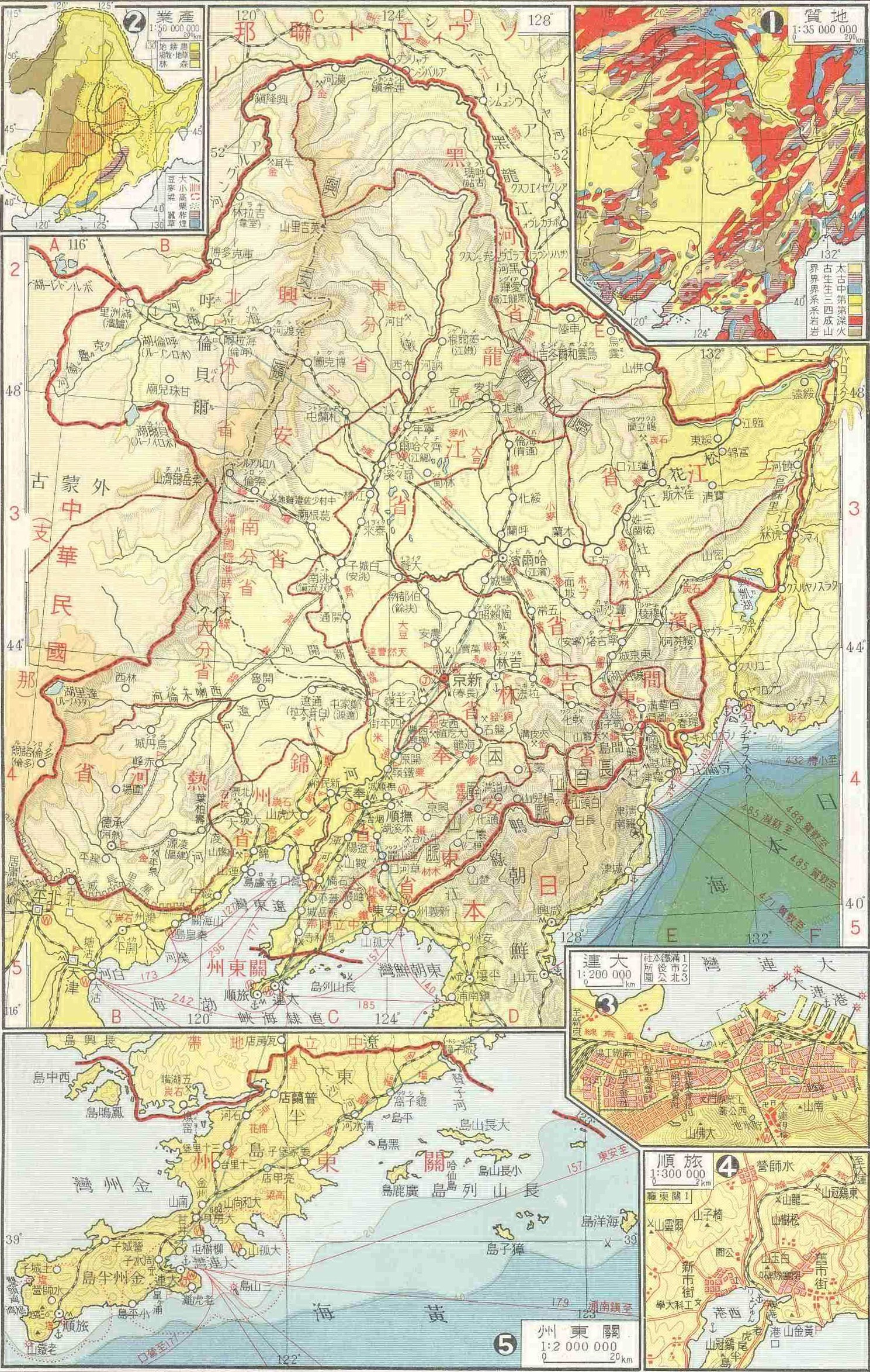
満洲国の地図。東部及び北部ではソ連と、西部ではモンゴルと、南西部では中国と接している。

満洲事変により日本が満洲国を建国して以後、満洲国と、ソ連の衛星国であるモンゴル人民共和国の間では、国境紛争が発生していた。両国国境のあるフルンボイル一帯は、遊牧民が活動する人口密度の低い草原で、国境が不明確であった。モンゴル独立以前の清朝支配時代に定められたハルハ族とバルガ族の境界線はあったが、地形的に基準物が乏しく、標識も一部風化していた。日本と満洲国側は、従来の境界線は清の行政区分にすぎないとの立場をとり、ハルハ川などを国境線と主張したため、係争地帯が生じていた。
1935年（昭和10年）当時、ソ連・モンゴル人民共和国は満洲国を国家承認しておらず、逆にモンゴル人民共和国を国家承認している国もソ連一国だけという状況であった。そのため、満洲国とモンゴルの間での国境交渉は実現していなかった。別にソ連＝満洲国国境を巡る問題もあったが、こちらの画定交渉も停滞した状況であった。
こうした中で1935年1月、モンゴルと満洲国の国境地帯に存在する仏教寺院の周辺で、モンゴルの国境警備隊と満洲国軍の興安北省警備軍が銃撃戦となる哈爾哈（ハルハ）廟事件が発生した。小規模ではあったが双方に死傷者が出る初めての戦闘であり、満洲国軍だけでなく日本陸軍も出動するなど従来の状況とは一線を画する事件だった。モンゴルと満洲国は、互いに相手方の越境行為があったとして非難する声明を発表した。

## 経過

### 事前交渉
1935年1月28日、日本の外務省は哈爾哈廟事件について、満洲国政府が興安北警備軍による現地交渉での解決を目指しているとし、また、満洲国とモンゴルの国境画定が紛争予防に適切であるとの談話を発表した。この日本の意向に沿い、満洲国外交部の指示を受けた興安北警備軍司令官のウルジン・ガルマーエフ少将は、2月1日、モンゴル政府に対し、国境画定会議の開催場所や日時の希望について回答するよう求めた。2月19日には、日本の広田弘毅外相が、南次郎在満全権大使（関東軍司令官兼任）に対し、国境確定のため満洲国とモンゴルの直接交渉へ誘導するよう訓令を発した。
一方、満洲国の提案を受けたモンゴル政府ゲンドゥン首相は、2月5日、平和的交渉の用意があると回答した。そして、「第三国」であるソ連のウラン・ウデで、ソ連を仲介者として会議を開催することを希望した。満洲国側は、ウラン・ウデ開催やソ連のオブザーバー出席に難色を示し、交渉の末にソ連と満洲国の国境に位置する満洲里が開催場所に決定した。

### 1935年
1935年（昭和10年）6月3日、モンゴルと満洲国の代表団が、満洲里で第1次会議を開始した。モンゴル代表団は、G・サンボー軍総司令官第二代理を首席代表とし、G・ダンバ東部第2騎兵団長ら総員8人であった。満洲国は興安北省長の凌陞を首席代表とし、ウルジン興安北警備軍司令官、満洲国外交部参与の神吉正一、斉藤軍政部顧問ら12人が出席した。満洲国側は国交樹立による根本的解決を冒頭で主張したが、モンゴル代表団には限定的な交渉権しか与えられていないため折り合わず、まずは国境紛争処理委員会の設置が協議されることになった。
ところが、会議中の6月24日、モンゴル＝満洲国国境地帯フルンボイルのホルステン川（ハイラーステンゴル）流域で、日本の関東軍測量隊が、不法越境等の容疑でモンゴル国境警備隊に逮捕されるホルステン川事件が発生した。拘束者と測量器具の返還は行われたが、満蒙両国は互いに相手方の不法越境であるとして主張を譲らなかった。7月4日、満洲国代表団は、責任者の処罰、再発防止策として外交代表の相互常駐受け入れや、非武装地帯設置のためのタムスク以東からのモンゴル側兵力引き揚げを強硬に要求し、実力行使の可能性に言及した。ソ連も、日本に対して直接に抗議した。
満洲国の全権代表部相互常駐の要求に対し、モンゴル代表団はソ連の指示に基づき主権侵害であると強く反対したが、7月29日に国境紛争解決のみを目的とする代表機関の駐在受け入れまでは譲歩した。満洲国代表団は具体的協議に入ることを求めたが、モンゴル代表団は、8月26日、本国との打ち合わせのためとして帰国した。ここまでを第1次会議と数え、以降は第2次会議として分ける研究者もある。
10月2日に同メンバーで再開された交渉は、同意済みの紛争処理代表機関の相互常駐の具体化が議題となった。満洲国側は、満洲里やモンゴル領タムスクなどの国境地帯4か所に地方委員を置くほか、双方の首都の新京とウランバートルにも中央委員を置くことを提案した。これに対しモンゴル側は、2か所への地方委員駐在のみに同意し、中央委員設置は拒絶した。会議は11月25日に合意に至らないまま閉会した。

### 1936年
1936年（昭和11年）に入っても、満洲里会議はなかなか再開されなかった。その間、前年末から2月にかけてオラホドガ事件、3月にはタウラン事件発生と満蒙国境地帯での武力衝突は次第に激化した。これらの事件を受けてソ連とモンゴルの軍事同盟であるソ蒙相互援助議定書も締結され、軍事的緊張が高まっていた。
10月にようやく第2次会議開催の運びとなった。モンゴル側首席代表G・サンボーは10月4日に病気を理由に解任されたため、L・ダリザブ（ダリジャップ）参謀長が新たな首席代表に任命された。その他のモンゴル側メンバーも大幅に入れ替わった。他方、第1次会議で満洲国首席代表を務めた凌陞も、3月、満洲里会議などを利用してモンゴル・ソ連と秘密交渉・機密漏洩を行ったとの容疑で、日本の憲兵隊によって逮捕され、4月に軍法会議で有罪となり処刑されていた。ウルジン将軍が満洲国側の首席代表に昇格した。
第2次会議では、本会議に先立って、タウラン事件における日満側戦死者の遺体や遺留品の引渡しが議題となった。10月15日に合意が成立し、10月28日に遺体11体の引渡しが実現した。
10月17日からの本会議では、満洲国代表団は国境画定委員会の設置を優先するよう求めたのに対し、モンゴル代表団は国境画定は権限外事項であると拒んだが、最終的にモンゴル側が譲歩して国境画定委員会の設置規則について交渉が始まった。12月23日まで会議が続けられて委員や随員の人数など若干の条項が合意に達した後、翌年1月25日の次回開催を取り決めて閉会となった。交渉中断の遠因としては、1936年11月25日の日独防共協定締結が、ソ連とモンゴルの心証を害したことも指摘される。

### 1937年
1937年（昭和12年）1月に予定された会議再開は、5回に亘って国境事件があった影響で延期となった。満洲国外交部長の張燕卿は、同年3月17日に満洲里会議の無条件再開を求め、モンゴルのアナンディーン・アマル首相もこれに応じた。
5月27日、満洲里会議は正式再開された。満洲国はウルジン少将以下が出席、モンゴルはG・サンボー外務次官を首席代表とした。しかし、直後の5月29日に、サンボー首席代表が建国記念式典出席のためとして帰国してしまい、会議は進展なく中断した（第3次会議）。
8月3日から再開された第4次会議では、国境画定委員会設置についての交渉が続けられたが、委員会の開催場所と時期を巡って意見が対立した。満洲国はウランバートルでの開催を主張したのに対し、モンゴルは満洲里を開催場所として主張した。9月7日、モンゴル代表団に本国引き揚げ命令が届き、検討途中で閉会となった。第4次会議の決裂は、ソ連の指示によるモンゴルでの大粛清開始の影響を受けていた。モンゴル側代表団の中心メンバーであったサンボーやダリザブらは、9月10日にゲンドゥン一派の日本のスパイとして逮捕され、10月に国家反逆罪で処刑された。
11月15日、モンゴル政府は満洲国に対し会議再開を打診したが、満洲国は、日中戦争の勃発や蒙古聯盟自治政府の樹立で日ソ関係が悪化している現状では無意味であるとして応じなかった。以後、満洲里会議が再開されることは無く完全に終了した。

## 関係国の意図
満洲里会議について、形式的な当事国の背後にいたソ連と日本は、それぞれ異なった思惑を有していた。
ソ連は、日本の対モンゴル政策を探る糸口と、軍事的優位確立までの時間稼ぎの手段として満洲里会議を考えていた。ソ連は、モンゴルへの日本の影響が及ぶことを強く警戒し、モンゴルと満洲国の国交が樹立されるような事態は避けたかった。そのため、ソ連政府は、モンゴル政府に対し、議題が国交樹立に及べば代表団を引き揚げるよう指示していた。
日本は、満洲国とモンゴルの国交樹立などを通じてモンゴルへの影響力を強化することや、機密度の高いモンゴルの国内状況について情報収集することを意図していた。特に関東軍は、ウランバートルへの代表部設置により、モンゴル駐留ソ連軍の動向を探るためのスパイ拠点を確保する意図があった。
このように、ソ連と日本が実質的な交渉の実権を握っていたところ、そもそもソ連が大きな進展を望んでいなかったことや、日本・ソ連双方が満洲国・モンゴル人民共和国に分断中のモンゴル民族の独自交流を強く警戒していたことが会議の失敗につながった。

## 評価
満洲里会議は、小国モンゴルと満洲国を当事者とする交渉にすぎず、国境画定などの具体的な成果を残せずに失敗に終わっており、極東の国際情勢や日ソ関係の緊張緩和に寄与することは無かったとする評価が一般的である。実質的に日ソ間の対立である以上、日ソ間の対立が解決されない限り、モンゴルと満洲国が独自に紛争を解決することは不可能だったと見られる。逆に、日ソ間で勢力範囲としての国境画定が行われない限り、事態の根本的解決は不可能だということが日ソ両国にとって明確に認識された点に意味があるとの評価もある。
これに対し、モンゴル軍の戦史研究者であるゴンボスレン大佐は、満洲里会議が成功すればノモンハン事件のような大規模衝突を回避可能だったと主張している。ノモンハン事件の回避までは不可能だったとしても、交渉期間中の日ソの衝突の牽制に一定の効果を発揮していたとの見解もある。
また、モンゴルの立場から見ると、日本・満洲国と独立国として外交交渉する機会を得たことで、国際的地位の向上につながったとする評価もある。マンダフ・アリウンサイハンは、日ソ中立条約で日本がモンゴルを独立承認したのも、その影響があったと主張する。